# Kasei Valles
Kasei Valles (укр. Долини Касей) — система каньйонів на поверхні Марса. Осередок системи розташований на 25,4° північної широти і 62,88° західної довготи. Ця місцевість має 1580 км у діаметрі. 
Касеі Valles є однією з найбільших систем каналів на Марсі. Їхня загальна довжина становить близько 3000 кілометрів. На півдні виходить із басейну Echus Chasma і завершується на рівнині Chryse Planitia. Східний кордон Kasei Valles підключається до західної околиці плато Lunae Planum.
Деякі секції долин Касей досягають 300 км завширшки. Вони беруть початок у Echus Chasma, поблизу Valles Marineris, і неподалік від місця посадки космічного апарата «Вікінг-1». Sacra Mensa, велике столове утворення, Приблизно на 20° північної широти ділить Kasei Valles на два канали — північний «північний канал Kasei» і південний «каньйон Kasei Vallis». Ці відгалуження повторно з'єднуються на 63° західної довготи. Долини належать до найдовших суцільних проточних каналів на Марсі. Деякі частини Kasei Valles досягають 2-3 км у глибину.
Назва Касей походить від японського «Марс».

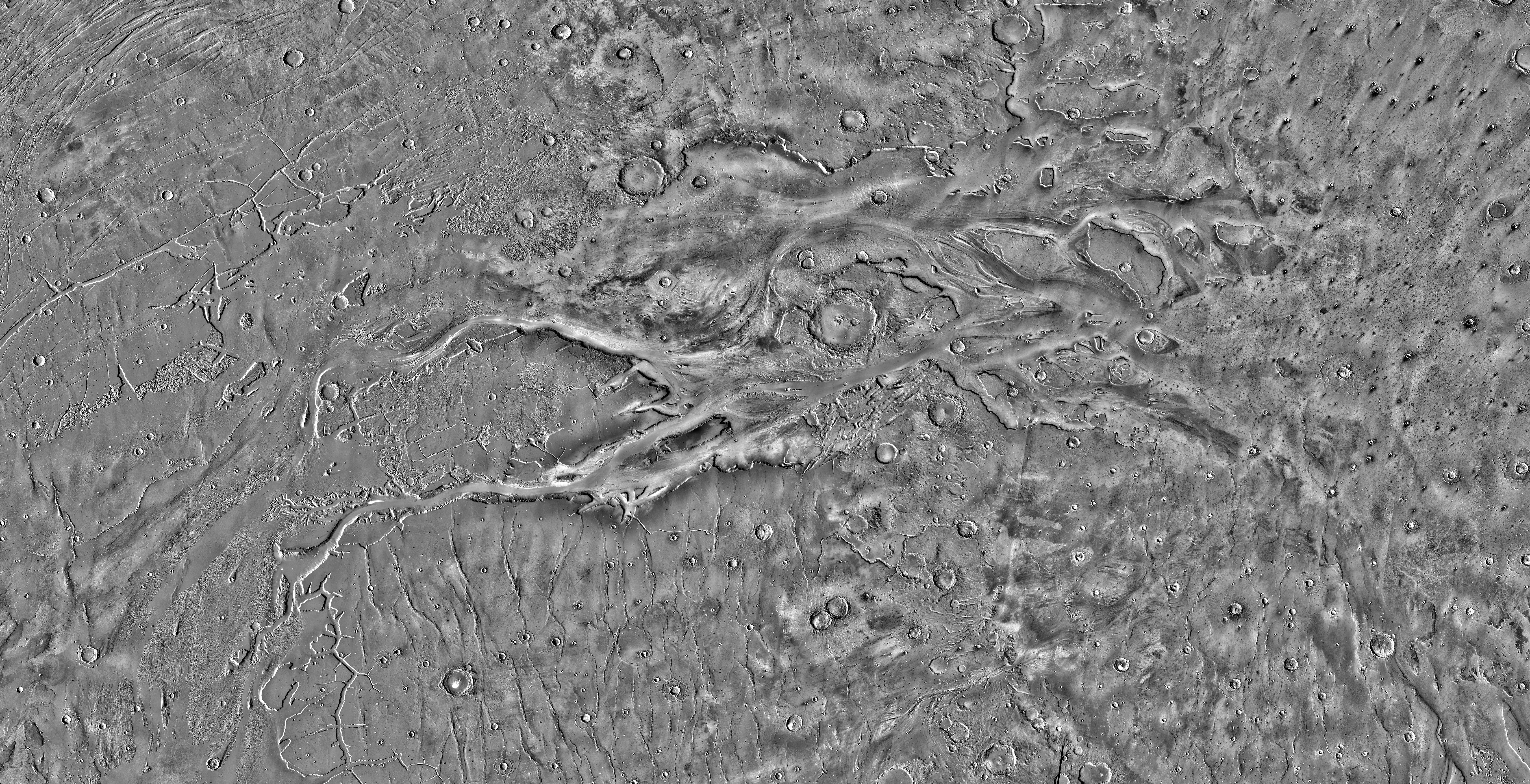
Висока роздільна здатність Марс Одіссей дає змогу розрізнити окремі деталі Kasei Valles.
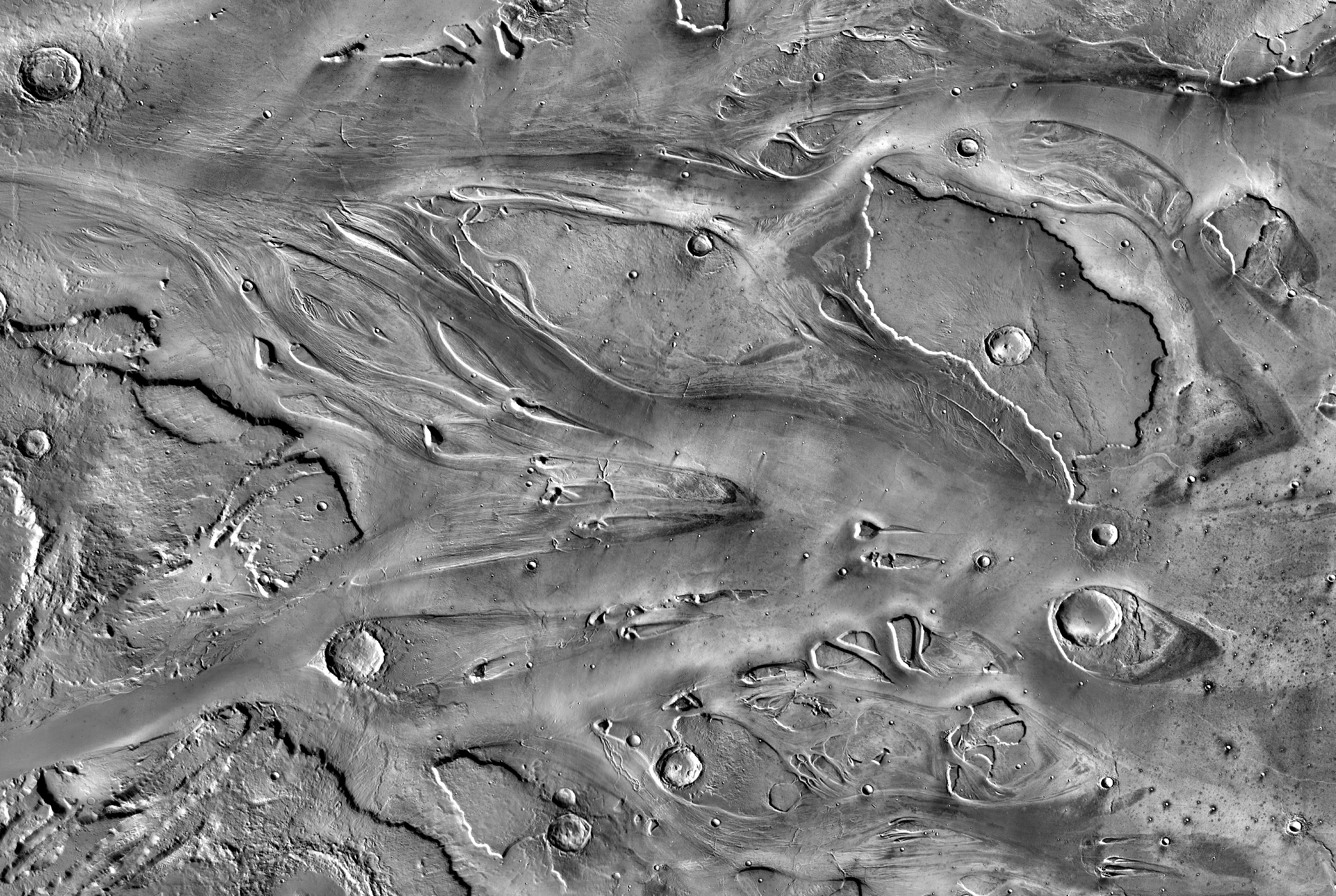
Вид обтічних форм рельєфу в Kasei Valles.

Так само як і інші проточні канали, Kasei Valles утворив потік води, імовірно, у добу гігантських повеней, а також, можливо, певної льодовикової активності.